# Tauro Occidentale
Il Tauro occidentale  (in turco Batı Toroslar) è un sistema montuoso della Turchia che si sviluppa ad arco intorno al golfo di Adalia. 

## Informazioni di base
Il sistema è formato da catene montuose piuttosto alte (Monti del Bey - fino a 3070 metri, Catena degli Akdağlar - fino a 3016 metri) le quali sono divise da valli profonde, tagliate da canyon. Tra le creste del Tauro occidentale, nella parte settentrionale, si trovano gruppi di laghi, che hanno dato a quest'area il nome di "Paese turco dei laghi". Ci sono laghi d'acqua dolce - Beyşehir, Eğirdir, Suğla; e laghi salati - Acıgöl e Akşehir. Il punto più alto del Tauro occidentale è il picco Akdağ (3070 m) nei monti del Bey.

## Flora
I versanti orientati verso la costa delle principali dorsali del Tauro occidentale sono caratterizzati da foreste di conifere, soprattutto pini. Più vicino all'altopiano anatolico, i paesaggi stepposi e semidesertici sono onnipresenti. Qui le conifere includono cespugli di ginepro e cespugli di crespino sottostante al primo. Nelle zone aride sono diffusi gli Acantholimon, piante spinose a bassa crescita che crescono in comunità a forma di cuscino, e altre piante xerofite.